# Segunda División de España 1966-67
La temporada 1966–67 de la Segunda División de España de fútbol corresponde a la 36.ª edición del campeonato y se disputó entre el 11 de septiembre de 1966 y el 23 de abril de 1967 en su fase regular. Posteriormente se disputaron las promociones de ascenso y permanencia entre el 28 de mayo y el 25 de junio.
Los campeones de Segunda División fueron la Real Sociedad y el CD Málaga.

## Sistema de competición
La Segunda División de España 1966/67 fue organizada por la Federación Española de Fútbol (RFEF).
El campeonato contó con la participación de 32 clubes divididos en dos grupos de 16 equipos cada uno, agrupándose por criterios de proximidad geográfica, y se disputó siguiendo un sistema de liga, de modo que los 16 equipos de cada grupo se enfrentaron entre sí, todos contra todos en dos ocasiones -una en campo propio y otra en campo contrario- sumando un total de 30 jornadas. El orden de los encuentros se decidió por sorteo antes de empezar la competición.
Los primeros clasificados de cada grupo ascendieron directamente a Primera División, mientras que los segundos clasificados disputaron la fase de ascenso ante el decimotercero y decimocuarto clasificado de la máxima categoría en eliminatorias directas a doble partido.
Los dos últimos clasificados de cada grupo descendieron directamente a Tercera División, mientras que los decimoterceros y decimocuartos clasificados jugaron la promoción de permanencia ante los cuatro mejores subcampeones de ascenso de Tercera División en eliminatorias directas a doble partido.

## Clubes participantes
| Datos de ascensos y descensos con respecto a la temporada anterior |
| --- |
| CD Málaga, Real Mallorca y Real Betis descienden de Primera División. RC Deportivo de La Coruña, Hércules CF y Granada CF ascienden a Primera División. CD Badajoz, Club Baracaldo Altos Hornos, CD Hospitalet y Melilla CF descienden a Tercera División. CD Castellón, Club Ferrol, Gimnástica de Torrelavega y CD Logroñés ascienden a Segunda División. |

### Grupo I
| Equipo                                  | Ciudad                 | Estadio                   |
| --------------------------------------- | ---------------------- | ------------------------- |
| Burgos Club de Fútbol                   | Burgos                 | El Plantío                |
| Club de Fútbol Calvo Sotelo             | Puertollano            | Calvo Sotelo              |
| Real Club Celta de Vigo                 | Vigo                   | Balaídos                  |
| Club Ferrol                             | Ferrol                 | Manuel Rivera             |
| Real Gijón                              | Gijón                  | El Molinón                |
| Real Sociedad Gimnástica de Torrelavega | Torrelavega            | El Malecón                |
| Sociedad Deportiva Indauchu             | Bilbao                 | Garellano                 |
| Unión Popular de Langreo                | Langreo                | Ganzábal                  |
| Club Deportivo Logroñés                 | Logroño                | Las Gaunas                |
| Club Atlético Osasuna                   | Pamplona               | San Juan                  |
| Real Oviedo Club de Fútbol              | Oviedo                 | Carlos Tartiere           |
| Agrupación Deportiva Rayo Vallecano     | Madrid                 | Vallecas                  |
| Real Sociedad de Fútbol                 | San Sebastián          | Atocha                    |
| Real Santander Sociedad Deportiva       | Santander              | El Sardinero              |
| Club Deportivo Tenerife                 | Santa Cruz de Tenerife | Heliodoro Rodríguez López |
| Real Valladolid Deportivo               | Valladolid             | José Zorrilla             |

### Grupo II
| Equipo                         | Ciudad                | Estadio            |
| ------------------------------ | --------------------- | ------------------ |
| Algeciras Club de Fútbol       | Algeciras             | El Mirador         |
| Club Atlético de Ceuta         | Ceuta                 | Alfonso Murube     |
| Club de Fútbol Badalona        | Badalona              | Avenida de Navarra |
| Real Betis Balompié            | Sevilla               | Benito Villamarín  |
| Cádiz Club de Fútbol           | Cádiz                 | Ramón de Carranza  |
| Club Deportivo Castellón       | Castellón de la Plana | Castalia           |
| Club Deportivo Condal          | Barcelona             | CF Barcelona       |
| Club Deportivo Constancia      | Inca                  | Campo Nuevo        |
| Club Deportivo Europa          | Barcelona             | Cerdeña            |
| Unión Deportiva Lérida         | Lérida                | Campo de Deportes  |
| Levante Unión Deportiva        | Valencia              | Vallejo            |
| Club Deportivo Málaga          | Málaga                | La Rosaleda        |
| Real Mallorca                  | Palma de Mallorca     | Luis Sitjar        |
| Club Deportivo Mestalla        | Valencia              | Mestalla           |
| Club Real Murcia               | Murcia                | La Condomina       |
| Real Club Recreativo de Huelva | Huelva                | Estadio Municipal  |

## Resultados y clasificaciones

### Grupo I

#### Clasificación
| Pos. | Equipo                    | Pts. | PJ | G  | E  | P  | GF | GC | Dif. | Clasificación                     |
| ---- | ------------------------- | ---- | -- | -- | -- | -- | -- | -- | ---- | --------------------------------- |
| 1    | Real Sociedad (C, A)      | 46   | 30 | 21 | 4  | 5  | 46 | 22 | +24  | Ascenso a Primera División        |
| 2    | Real Gijón                | 45   | 30 | 19 | 7  | 4  | 55 | 22 | +33  | Acceso a Promoción de ascenso     |
| 3    | R. C. Celta de Vigo       | 36   | 30 | 14 | 8  | 8  | 43 | 25 | +18  |                                   |
| 4    | C. A. Osasuna             | 35   | 30 | 13 | 9  | 8  | 52 | 39 | +13  |                                   |
| 5    | Real Oviedo C. F.         | 35   | 30 | 15 | 5  | 10 | 57 | 38 | +19  |                                   |
| 6    | A. D. Rayo Vallecano      | 30   | 30 | 13 | 4  | 13 | 45 | 31 | +14  |                                   |
| 7    | Club Ferrol               | 30   | 30 | 13 | 4  | 13 | 41 | 30 | +11  |                                   |
| 8    | C. F. Calvo Sotelo        | 30   | 30 | 10 | 10 | 10 | 38 | 38 | 0    |                                   |
| 9    | Real Valladolid           | 29   | 30 | 11 | 7  | 12 | 38 | 43 | −5   |                                   |
| 10   | Gimnástica de Torrelavega | 28   | 30 | 12 | 4  | 14 | 33 | 53 | −20  |                                   |
| 11   | C. D. Tenerife            | 28   | 30 | 11 | 6  | 13 | 40 | 47 | −7   |                                   |
| 12   | Real Santander S. D.      | 26   | 30 | 12 | 2  | 16 | 42 | 53 | −11  |                                   |
| 13   | U. P. Langreo             | 25   | 30 | 9  | 7  | 14 | 32 | 42 | −10  | Acceso a Promoción de permanencia |
| 14   | Burgos C. F.              | 23   | 30 | 7  | 9  | 14 | 40 | 49 | −9   | Acceso a Promoción de permanencia |
| 15   | C. D. Logroñés (D)        | 18   | 30 | 5  | 8  | 17 | 16 | 47 | −31  | Descenso a Tercera División       |
| 16   | S. D. Indauchu (D)        | 16   | 30 | 5  | 6  | 19 | 17 | 56 | −39  | Descenso a Tercera División       |

 Fuente: BDFutbol
Criterios de clasificación: Puntos · Diferencia de goles · Goles a favor · Play-off

#### Resultados
| Local \ Visitante         | BUR | CAL | CEL | FER | GIJ | GIM | IND | LAN | LOG | OSA | OVI | RAY | RSA | RSO | TEN | VLD |
| ------------------------- | --- | --- | --- | --- | --- | --- | --- | --- | --- | --- | --- | --- | --- | --- | --- | --- |
| Burgos C. F.              | —   | 0–0 | 1–0 | 1–0 | 0–2 | 7–2 | 4–0 | 0–1 | 4–1 | 1–1 | 1–0 | 1–4 | 1–1 | 0–2 | 2–0 | 1–1 |
| C. F. Calvo Sotelo        | 2–0 | —   | 1–3 | 2–1 | 1–0 | 4–0 | 0–0 | 1–0 | 2–0 | 1–1 | 3–0 | 2–2 | 3–1 | 2–2 | 3–1 | 2–2 |
| R. C. Celta de Vigo       | 1–1 | 2–1 | —   | 3–1 | 0–0 | 4–2 | 4–0 | 2–1 | 2–0 | 3–0 | 0–2 | 1–0 | 4–2 | 0–1 | 4–1 | 1–1 |
| Club Ferrol               | 4–0 | 2–1 | 0–0 | —   | 3–1 | 3–0 | 4–1 | 0–0 | 0–0 | 0–2 | 0–4 | 3–0 | 2–0 | 0–1 | 4–1 | 1–0 |
| Real Gijón                | 2–1 | 3–0 | 1–0 | 1–0 | —   | 0–0 | 4–0 | 3–1 | 1–0 | 4–0 | 5–4 | 2–1 | 5–1 | 2–1 | 3–0 | 4–1 |
| Gimnástica de Torrelavega | 1–0 | 1–0 | 1–2 | 0–0 | 0–1 | —   | 2–1 | 3–2 | 2–1 | 2–3 | 2–1 | 2–1 | 2–1 | 1–1 | 3–1 | 1–0 |
| S. D. Indauchu            | 2–2 | 0–0 | 1–0 | 0–1 | 0–3 | 2–0 | —   | 2–1 | 0–0 | 0–1 | 0–2 | 2–1 | 2–3 | 1–2 | 1–0 | 1–1 |
| U. P. Langreo             | 3–3 | 0–1 | 0–0 | 2–1 | 1–1 | 0–1 | 3–0 | —   | 1–0 | 2–1 | 1–2 | 2–1 | 1–2 | 0–1 | 1–0 | 1–1 |
| C. D. Logroñés            | 0–0 | 0–0 | 1–2 | 0–1 | 0–1 | 2–2 | 1–0 | 0–0 | —   | 0–4 | 2–0 | 0–1 | 0–1 | 0–3 | 1–1 | 1–0 |
| C. A. Osasuna             | 1–1 | 1–1 | 2–0 | 1–5 | 1–1 | 3–0 | 3–0 | 1–1 | 4–1 | —   | 4–2 | 0–0 | 2–1 | 3–0 | 4–1 | 2–1 |
| Real Oviedo C. F.         | 5–1 | 3–1 | 1–1 | 2–1 | 0–0 | 3–1 | 5–0 | 1–4 | 0–1 | 1–1 | —   | 0–1 | 2–0 | 2–2 | 3–1 | 6–1 |
| A. D. Rayo Vallecano      | 2–1 | 1–0 | 0–0 | 3–2 | 3–1 | 2–1 | 0–0 | 6–0 | 8–0 | 3–2 | 0–1 | —   | 3–0 | 0–1 | 2–0 | 0–1 |
| Real Santander S. D.      | 5–3 | 4–0 | 0–4 | 1–0 | 0–2 | 0–1 | 2–0 | 1–2 | 0–0 | 3–2 | 0–1 | 1–0 | —   | 4–0 | 4–2 | 4–2 |
| Real Sociedad             | 2–1 | 3–1 | 2–0 | 1–0 | 1–0 | 5–0 | 1–0 | 1–0 | 3–0 | 1–0 | 1–0 | 1–0 | 3–0 | —   | 0–0 | 2–0 |
| C. D. Tenerife            | 2–1 | 3–3 | 0–0 | 2–1 | 1–1 | 1–0 | 3–0 | 4–0 | 3–1 | 1–0 | 2–2 | 1–0 | 3–0 | 2–1 | —   | 3–0 |
| Real Valladolid           | 2–1 | 2–0 | 1–0 | 0–1 | 1–1 | 2–0 | 3–1 | 2–1 | 1–3 | 2–2 | 1–2 | 3–0 | 1–0 | 3–1 | 2–0 | —   |

### Grupo II

#### Clasificación
| Pos. | Equipo                     | Pts. | PJ | G  | E  | P  | GF | GC | Dif. | Clasificación                     |
| ---- | -------------------------- | ---- | -- | -- | -- | -- | -- | -- | ---- | --------------------------------- |
| 1    | C. D. Málaga (C, A)        | 44   | 30 | 19 | 6  | 5  | 44 | 18 | +26  | Ascenso a Primera División        |
| 2    | Real Betis (A)             | 40   | 30 | 18 | 4  | 8  | 47 | 26 | +21  | Acceso a Promoción de ascenso     |
| 3    | C. D. Castellón            | 37   | 30 | 15 | 7  | 8  | 42 | 24 | +18  |                                   |
| 4    | Levante U. D.              | 37   | 30 | 16 | 5  | 9  | 41 | 26 | +15  |                                   |
| 5    | R. C. D. Mallorca          | 35   | 30 | 14 | 7  | 9  | 45 | 30 | +15  |                                   |
| 6    | C. D. Europa               | 32   | 30 | 12 | 8  | 10 | 29 | 33 | −4   |                                   |
| 7    | Real Murcia C. F.          | 32   | 30 | 14 | 4  | 12 | 39 | 36 | +3   |                                   |
| 8    | Cádiz C. F.                | 29   | 30 | 11 | 7  | 12 | 35 | 41 | −6   |                                   |
| 9    | C. D. Mestalla             | 29   | 30 | 12 | 5  | 13 | 45 | 53 | −8   |                                   |
| 10   | C. F. Badalona             | 27   | 30 | 11 | 5  | 14 | 32 | 40 | −8   |                                   |
| 11   | R. C. Recreativo de Huelva | 25   | 30 | 8  | 9  | 13 | 31 | 34 | −3   |                                   |
| 12   | U. D. Lérida               | 24   | 30 | 8  | 8  | 14 | 30 | 40 | −10  |                                   |
| 13   | Atlético de Ceuta          | 24   | 30 | 10 | 4  | 16 | 31 | 44 | −13  | Acceso a Promoción de permanencia |
| 14   | C. D. Constancia           | 22   | 30 | 6  | 10 | 14 | 29 | 41 | −12  | Acceso a Promoción de permanencia |
| 15   | Algeciras C. F. (D)        | 22   | 30 | 7  | 8  | 15 | 22 | 36 | −14  | Descenso a Tercera División       |
| 16   | C. D. Condal (D)           | 21   | 30 | 8  | 5  | 17 | 33 | 53 | −20  | Descenso a Tercera División       |

 Fuente: BDFutbol
Criterios de clasificación: Puntos · Diferencia de goles · Goles a favor · Play-off

#### Resultados
| Local \ Visitante          | ALG | ATC | BAD | BET | CAD | CAS | CND | CNS | EUR | LER | LEV | MAL | MLL | MES | MUR | REC |
| -------------------------- | --- | --- | --- | --- | --- | --- | --- | --- | --- | --- | --- | --- | --- | --- | --- | --- |
| Algeciras C. F.            | —   | 1–0 | 3–0 | 0–1 | 2–1 | 1–0 | 1–2 | 1–0 | 1–1 | 1–0 | 1–2 | 0–1 | 1–1 | 0–0 | 1–1 | 1–1 |
| Atlético de Ceuta          | 3–0 | —   | 1–3 | 1–0 | 0–1 | 0–0 | 3–1 | 2–1 | 2–0 | 1–0 | 2–0 | 0–2 | 0–0 | 1–1 | 1–2 | 4–2 |
| C. F. Badalona             | 3–0 | 2–0 | —   | 0–3 | 1–1 | 1–1 | 2–0 | 1–0 | 1–0 | 3–1 | 1–1 | 1–1 | 2–3 | 3–1 | 1–0 | 2–1 |
| Real Betis                 | 1–0 | 1–0 | 2–0 | —   | 2–2 | 0–3 | 3–0 | 3–1 | 0–1 | 2–1 | 2–0 | 2–1 | 2–1 | 5–0 | 2–0 | 2–0 |
| Cádiz C. F.                | 1–1 | 0–1 | 2–1 | 1–0 | —   | 2–0 | 2–0 | 1–1 | 3–0 | 2–0 | 3–2 | 1–0 | 2–3 | 2–1 | 1–2 | 1–1 |
| C. D. Castellón            | 2–1 | 5–1 | 3–0 | 1–1 | 5–1 | —   | 3–0 | 1–1 | 2–0 | 1–0 | 2–0 | 1–1 | 1–2 | 1–2 | 2–1 | 1–1 |
| C. D. Condal               | 1–0 | 2–1 | 1–0 | 0–2 | 0–1 | 0–1 | —   | 1–2 | 2–2 | 3–1 | 1–2 | 1–2 | 2–1 | 4–1 | 2–0 | 1–1 |
| C. D. Constancia           | 3–0 | 0–2 | 2–2 | 3–1 | 1–1 | 0–1 | 1–1 | —   | 0–0 | 3–0 | 1–0 | 4–0 | 1–1 | 0–2 | 0–0 | 0–0 |
| C. D. Europa               | 1–0 | 1–0 | 1–0 | 2–2 | 1–0 | 0–1 | 2–2 | 2–1 | —   | 1–3 | 1–0 | 1–0 | 1–0 | 1–2 | 3–0 | 2–1 |
| U. D. Lérida               | 2–0 | 3–0 | 2–0 | 1–4 | 1–1 | 3–0 | 0–0 | 2–0 | 1–1 | —   | 0–2 | 1–1 | 0–1 | 2–1 | 1–1 | 1–0 |
| Levante U. D.              | 0–1 | 4–2 | 2–0 | 1–0 | 1–0 | 1–0 | 2–0 | 5–0 | 1–1 | 3–3 | —   | 1–0 | 3–0 | 1–0 | 1–0 | 3–1 |
| C. D. Málaga               | 2–1 | 1–0 | 1–0 | 3–0 | 2–1 | 1–0 | 2–1 | 5–0 | 4–0 | 0–0 | 1–0 | —   | 1–0 | 3–0 | 3–0 | 2–1 |
| R. C. D. Mallorca          | 3–1 | 4–0 | 0–1 | 1–2 | 3–0 | 2–0 | 3–1 | 2–1 | 0–0 | 0–0 | 1–1 | 0–0 | —   | 4–1 | 1–3 | 4–1 |
| C. D. Mestalla             | 0–0 | 2–2 | 2–0 | 1–0 | 2–1 | 0–2 | 7–2 | 3–2 | 3–2 | 4–1 | 1–1 | 0–2 | 1–3 | —   | 4–3 | 3–1 |
| Real Murcia C. F.          | 2–1 | 3–0 | 3–1 | 1–2 | 2–0 | 1–2 | 3–2 | 1–0 | 0–1 | 3–0 | 1–0 | 1–1 | 1–0 | 2–0 | —   | 1–0 |
| R. C. Recreativo de Huelva | 1–1 | 2–1 | 2–0 | 0–0 | 5–0 | 0–0 | 2–0 | 0–0 | 1–0 | 1–0 | 0–1 | 0–1 | 0–1 | 2–0 | 3–1 | —   |

## Promoción de ascenso
En las finales de las promociones de ascenso jugaron Real Gijón y Real Betis como subcampeones de Segunda División. Sus rivales fueron Sevilla CF y Granada CF como decimotercero y decimocuarto clasificado de Primera División.
Como curiosidad cabe destacar que la eliminatoria entre Betis y Granada se tuvo que retrasar tres semanas por la participación del conjunto granadino en la Copa del Generalísimo y había que esperar que quedaran eliminados para poder jugar la promoción de ascenso.
La promoción se jugó como si fuese una final a doble partido a ida y vuelta con los siguientes resultados:
| 28 de mayo de 1967 | Sevilla CF | 1:0 | Real Gijón | Estadio Ramón Sánchez-Pizjuán, Sevilla |  |
|                    |            |     |            | Asistencia: ??? espectadores           |  |

| 4 de junio de 1967 | Real Gijón | 0:1 | Sevilla CF | Estadio El Molinón, Gijón    |  |
|                    |            |     |            | Asistencia: ??? espectadores |  |

- El Sevilla CF permanece en Primera división y el Real Gijón en Segunda división.

| 18 de junio de 1967 | Real Betis | 2:0 | Granada CF | Estadio Benito Villamarín, Sevilla |  |
|                     |            |     |            | Asistencia: ??? espectadores       |  |

| 25 de junio de 1967 | Granada CF | 0:1 | Real Betis | Estadio de Los Cármenes, Granada |  |
|                     |            |     |            | Asistencia: ??? espectadores     |  |

- El Real Betis asciende a Primera división.
- El Granada CF desciende a Segunda división.

## Promoción de permanencia
En la promoción de permanencia jugaron UP Langreo y Burgos CF del Grupo I; CD Constancia y Atlético Ceuta del Grupo II; y Aragón CF, CD Lugo, SD Ponferradina y Real Unión de Irún como equipos de Tercera División.
La promoción se jugó a doble partido a ida y vuelta con los siguientes resultados:
| 18 de junio de 1967 | SD Ponferradina | 2:2 | UP Langreo | Campo de Santa Marta, Ponferrada |  |
|                     |                 |     |            | Asistencia: ??? espectadores     |  |

| 25 de junio de 1967 | UP Langreo | 5:2 | SD Ponferradina | Estadio Ganzábal, Langreo    |  |
|                     |            |     |                 | Asistencia: ??? espectadores |  |

- El UP Langreo permanece en Segunda división.

| 18 de junio de 1967 | Aragón CF | 1:0 | Burgos CF | Estadio de La Romareda, Zaragoza |  |
|                     |           |     |           | Asistencia: ??? espectadores     |  |

| 25 de junio de 1967 | Burgos CF | 4:1 | Aragón CF | Estadio El Plantío, Burgos   |  |
|                     |           |     |           | Asistencia: ??? espectadores |  |

- El Burgos CF permanece en Segunda división.

| 18 de junio de 1967 | Real Unión de Irún | 2:2 | Atlético Ceuta | Stadium Gal, Irún            |  |
|                     |                    |     |                | Asistencia: ??? espectadores |  |

| 25 de junio de 1967 | Atlético Ceuta | 2:0 | Real Unión de Irún | Estadio Alfonso Murube, Ceuta |  |
|                     |                |     |                    | Asistencia: ??? espectadores  |  |

- El Atlético Ceuta permanece en Segunda división.

| 18 de junio de 1967 | CD Lugo | 1:1 | CD Constancia | Estadio Ángel Carro, Lugo    |  |
|                     |         |     |               | Asistencia: ??? espectadores |  |

| 25 de junio de 1967 | CD Constancia | 2:0 | CD Lugo | Nuevo Campo de Inca, Inca    |  |
|                     |               |     |         | Asistencia: ??? espectadores |  |

- El CD Constancia permanece en Segunda división.

## Resumen
Campeones de Segunda División:
| - Real Sociedad de Fútbol | - Club Deportivo Málaga |

Ascienden a Primera División:
| - Real Sociedad de Fútbol | - Club Deportivo Málaga | - Real Betis Balompié |

Descienden a Tercera División: 
| Grupo I - Club Deportivo Logroñés - Sociedad Deportiva Indauchu | Grupo II - Algeciras Club de Fútbol - Club Deportivo Condal |